# Guerra otomano-safávida (1603-1618)
La guerra otomano-safávida de 1603-1618 consistió en dos guerras entre la Persia safávida bajo Abbas I de Persia y el Imperio otomano bajo los sultanes Mehmed III, Ahmed I y Mustafa I. La primera guerra comenzó en 1603 y terminó con una victoria safávida en 1612, cuando Persia recuperó y restableció su soberanía sobre el Cáucaso y el Irán occidental, que se había perdido en el Tratado de Constantinopla en 1590. La segunda guerra comenzó en 1615 y terminó en 1618 con ajustes territoriales menores.

### Ataque safávida y primeros éxitos (1603-1604)

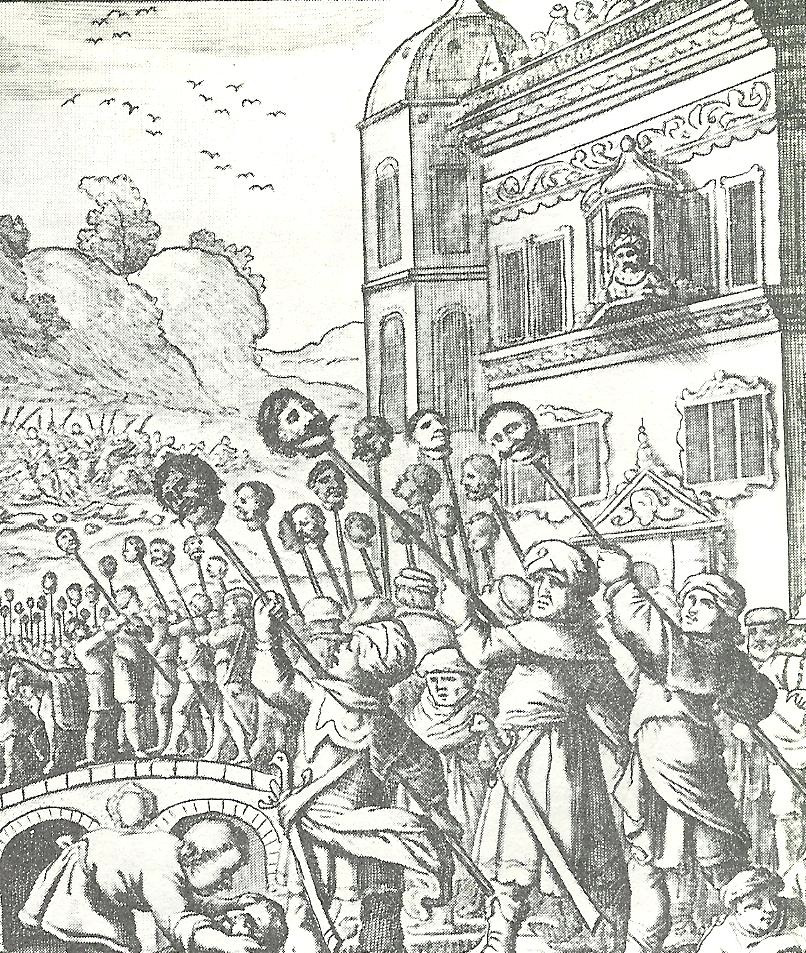
Dibujo de la captura de Tabriz y el desfile ante el shah Abbas I de las cabezas cortadas de los soldados otomanos. Dibujado por un viajero europeo, 1603.

Como resultado de la guerra otomano-safávida (1578-1590), los otomanos habían ganado franjas de los territorios safávidas en el noroeste y el oeste, incluidos Shirván, Daguestán, la mayor parte de Azerbaiyán, Kartli, Kajetia, Luristán y Juzestán.
Abbas I había llevado a cabo recientemente una importante reforma del ejército safawí a través del caballero Inglés de fortuna Robert Shirley y el ghulam favorito del sha y canciller  Allahverdi Khan.
Cuando Abbas decidió atacar a los otomanos para recuperar los grandes territorios perdidos en la guerra anterior, los otomanos estaban fuertemente comprometidos en el frente europeo debido a la larga guerra turca que había comenzado en 1593. Además, los otomanos estaban preocupados en el este de Anatolia debido a la rebelión Jelali, siendo la rebelión de Karayazıcı (1598-1602) la más destructiva. Constantinopla, la capital del Imperio otomano, también estaba en crisis a principios de 1603 ya que la tensión entre los jenízaros y los cipayos sólo se aliviaría temporalmente con la intervención del Palacio.
Así, el ataque safávida del 26 de septiembre de 1603 cogió desprevenidos a los otomanos y los obligó a luchar en dos frentes distantes. Abbas I recuperó por primera vez Nahavandy destruyó la fortaleza de la ciudad, que los otomanos habían planeado utilizar como base de avanzada para los ataques contra Irán. El ejército safávida pudo capturar Tabriz el 21 de octubre de 1603. Por primera vez, los iraníes hicieron un gran uso de su artillería y la ciudad —que había sido arruinada por la ocupación otomana—, pronto cayó. Los ciudadanos locales dieron la bienvenida al ejército safávida como libertadores y tomaron duras represalias contra los turcos otomanos derrotados que habían estado ocupando su ciudad. Muchos turcos desafortunados cayeron en manos de los ciudadanos de Tabriz y fueron decapitados. Los safávidas entraron en Najicheván en el mismo mes poco después de que la ciudad fuera evacuada por los otomanos. El ejército safávida luego asedió Ereván el 15 de noviembre de 1603. Los ejércitos safávidas capturaron Tbilisi y tanto Kartli como Kajetia se convirtieron de nuevo en dependencias safávidas.

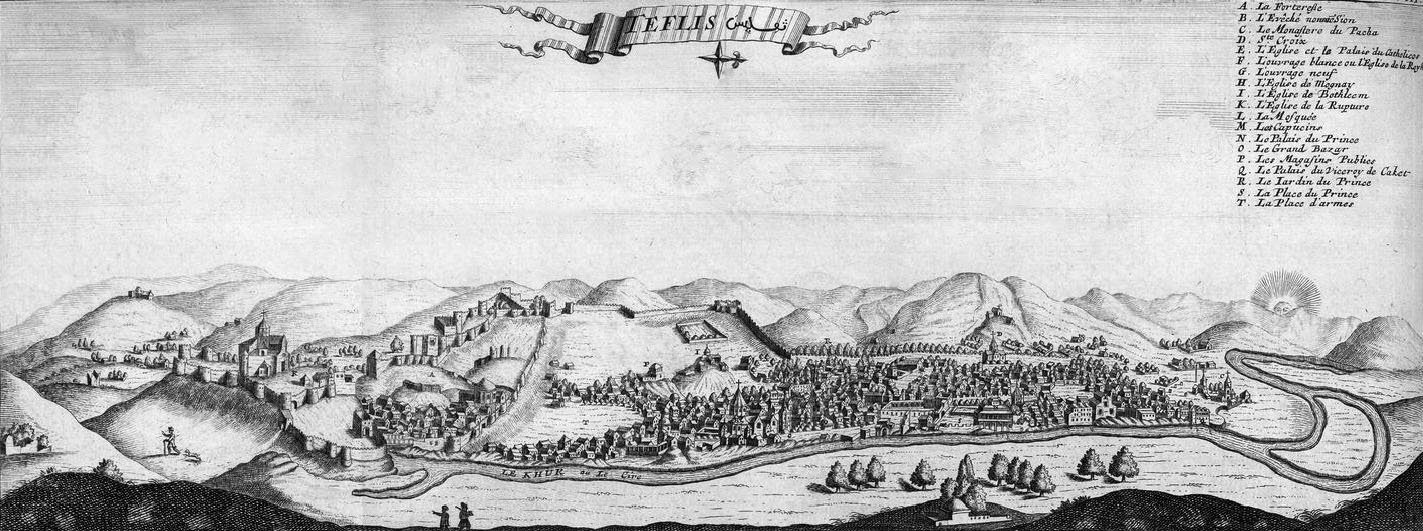
Vista de Tbilisi según el viajero francés Jean Chardin, siglo XVII

### Contraataque otomano fallido (1604-1605)

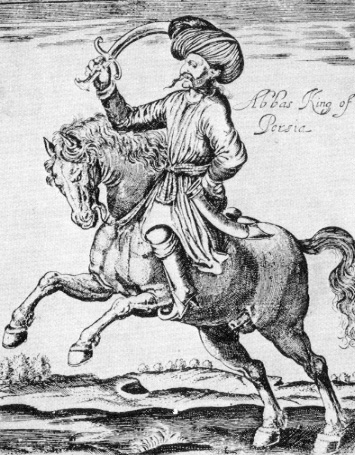
"Abbas rey de Persia", visto por Thomas Herbert en 1627.

Mientras enfrentaba desastres en el frente oriental, Mehmed III murió el 20 de diciembre de 1603 a la edad de 37 años. El nuevo sultán Ahmed I, que tenía 13 años, nombró a Cigalazade Yusuf Sinan Pasha comandante del ejército oriental que marchó desde Estambul el 15 de junio de 1604, un momento muy tardío para la temporada de campaña. Hasta que llegó al frente el 8 de noviembre de 1604, el ejército safávida ya había capturado Ereván en junio y avanzó hacia Kars antes de ser detenido en Akhaltsikhe. Viendo el final de temporada como excusa, no contraatacó a Abbas I y decidió quedarse en Van hasta el final del invierno. Sin embargo, el avance safávida lo obligó a marchar hacia Erzurum. La inactividad creó malestar entre las filas turcas.
Su campaña de 1605 no tuvo éxito, las fuerzas que dirigió hacia Tabriz sufrieron una derrota cerca de la orilla del lago Urmia el 9 de septiembre de 1605. Esa fue la primera victoria de los safávidas contra los otomanos en su historia. En esa batalla, Abbas utilizó su fuerza predominantemente de caballería con gran ventaja, derrotando decisivamente a los otomanos, que sufrieron unos 20 000 muertos. Kose Sefer Pasha, Beylerbey de Erzurum, actuó de forma independiente y fue capturado por las fuerzas safávidas. Cağaloğlu tuvo que retirarse a la fortaleza de Van y de allí en dirección a Diyarbakır. Ordenó la ejecución de Canbulatoğlu Hüseyin Pasha alegando que llegó tarde para reforzar el ejército otomano, lo que provocó un mayor malestar. Sinan murió en el curso de este retiro en diciembre de 1605 y Abbas I pudo liberar Ganyá, Bakú, Shirvan y Shamakhi en Azerbaiyán en junio de 1606.

### Los otomanos se centran en los frentes occidentales e internos (1605-1609)
Los otomanos se centraron en el frente occidental y la exitosa campaña de 1605 contra el Sacro Imperio Romano Germánico bajo el mando del gran visir Sokolluzade Lala Mehmed Pasha  mejoró la situación en Hungría, lo que allanó el camino hacia la Paz de Zsitvatorok en 1606. Ahmed I nombró a Lala Mehmed Pasha como comandante del frente oriental que murió repentinamente el 25 de junio de 1606.
La ausencia de un ejército otomano eficaz creó un vacío de poder en los frentes orientales del Imperio. Así, las revueltas Jelali alcanzaron su cenit cuando Tavil Ahmed capturó Harput y su hijo Mehmed derrocó la autoridad otomana en Bagdad y derrotó a la fuerza otomana bajo Nasuh Pasha, quien fue enviado para restaurar el orden en Irak. Bagdad fue limpiada de rebeldes solo en 1607, mientras que Fakhr-al-Din II extendió su autoridad en el Líbano y el oeste de Siria con la alianza de otro rebelde Canbulatoğlu Ali Pasha  que desafió la autoridad del sultán en Adana.
Con la ventaja de la paz en el frente occidental, el Imperio otomano dio prioridad al frente oriental. El ejército bajo el mando del gran visir Kuyucu Murad Pasha decidió aplastar las rebeliones primero para asegurar la espalda del ejército contra los safávidas. Decenas de miles de anatolios fueron asesinados durante el mandato de Murad Pasha en sus campañas (1607-1609) contra grandes grupos rebeldes separados.

### El renovado contraataque otomano y la paz (1610-1612)
Cuando se restableció el orden, Murad Pasha marchó contra Abbas I, que estaba en Tabriz en 1610. Aunque los dos ejércitos se encontraron en Acıçay, al norte de Tabriz, no hubo enfrentamiento ni acción alguna. Debido a los problemas en la logística, la cadena de suministro y la llegada del invierno, Murad Pasha retiró sus fuerzas a Diyarbakır. Mientras mantenía correspondencia diplomática con Abbas I por la paz y preparaba a su ejército para otra campaña al mismo tiempo, murió el 5 de agosto de 1611 cuando tenía más de 90 años.
Nasuh Pasha fue nombrado nuevo gran visir y comandante de los ejércitos orientales. También pidió la paz y aceptó la propuesta de la parte safávida en 1611. El Tratado de Nasuh Pasha se firmó el 20 de noviembre de 1612. El acuerdo aseguró las fronteras de 1555 previstas por la Paz de Amasya. Sin embargo, el sah Abbas se comprometió a enviar 200 fardos de seda cruda anualmente.

### La paz vulnerable (1612-1615)
En la práctica, el Tratado de Nasuh Pasha fue poco más que una tregua, ya que los otomanos seguían decididos a revertir las conquistas safávidas y no pasó mucho tiempo antes de que la guerra estallara nuevamente.
Entre 1612 y 1615 Abbas I rechazó enviar las sedas que prometió y esto creó otro pretexto para la reanudación de las hostilidades. El ejército safávida pudo restaurar la soberanía en los principados del este de Georgia.

### La guerra estalla de nuevo (1615-1618)

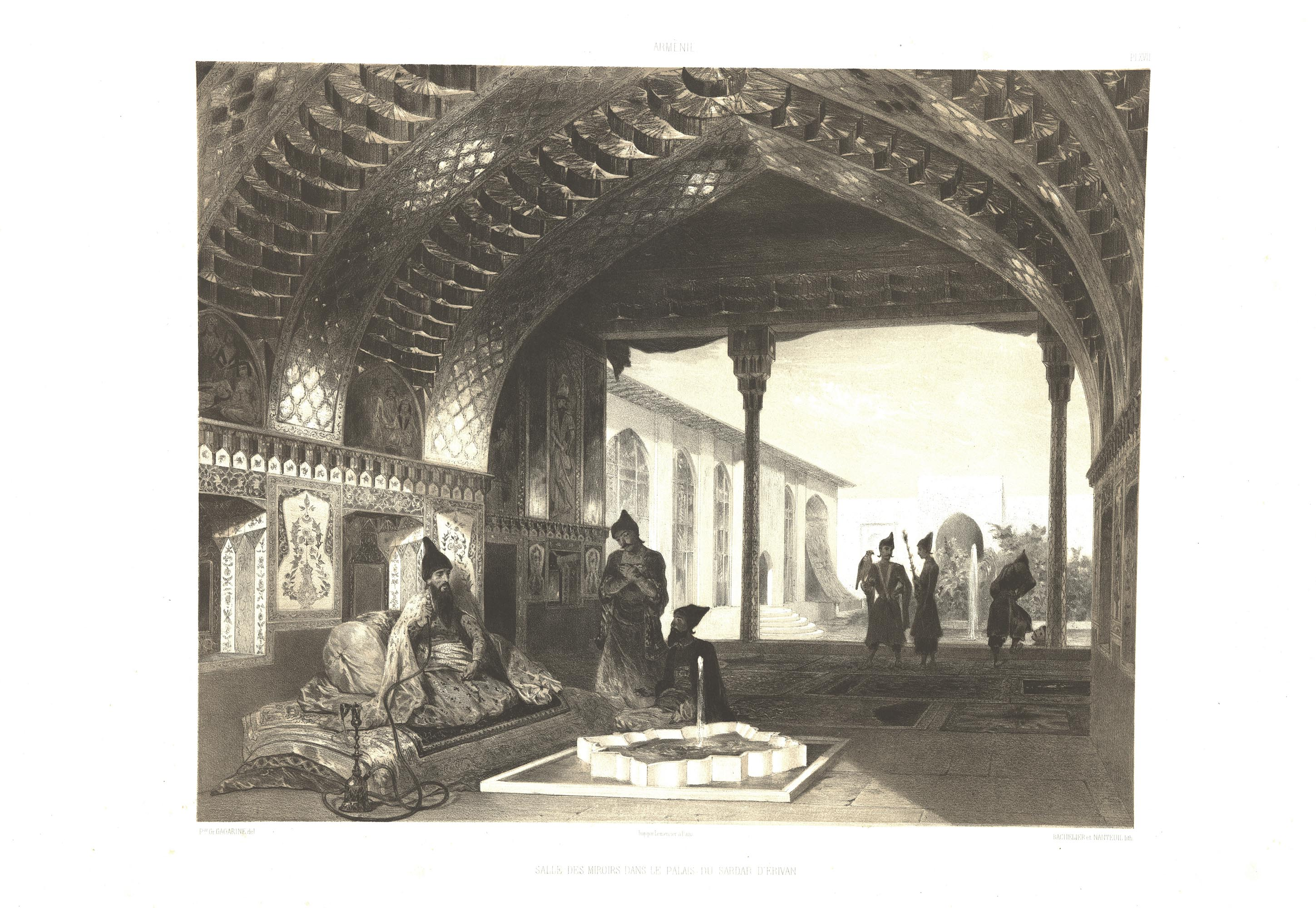
El interior del castillo de Ereván

Los otomanos decidieron volver a la guerra en 1615. El gran visir Öküz Mehmed Pasha fue nombrado comandante que pospuso la campaña prevista hasta 1616. Esta inacción dio a los safávidas tiempo suficiente para reforzar las fortalezas fronterizas. El emisario safávida a Estambul regresó a Irán con las manos vacías.
En abril de 1616, Öküz Mehmed Pasha marchó desde Alepo hacia Kars, reforzó el castillo y envió dos fuerzas a Ereván y a Nihavand, que fueron tomadas por los safávidas en 1603 poco después de la caída de Tabriz. Poco después, llevó a sus ejércitos a Ereván, derrotó a una pequeña fuerza safávida y asedió la ciudad. Los otomanos carecían de armas de asedio adecuadas y los defensores lucharon bien. Los otomanos sufrieron grandes bajas tanto por el frío como por las fuerzas safávidas. Öküz Mehmed Pasha levantó el asedio fallido y se retiró a Erzurum. Debido a su fracaso, fue cesado y reemplazado por Damat Halil Pasha  el 17 de noviembre de 1616 que fue enviado a dirigir los ejércitos en el frente oriental.
Cuando Damat Halil Pasha se dirigió al frente, las fuerzas de Crimea saquearon  Ganyá, Najicheván y Julfa. Sin embargo, el año 1617 transcurrió sin ningún compromiso significativo.
De vuelta en Estambul, el trono otomano vio los cambios consiguientes. Ahmed I murió el 22 de noviembre de 1617 cuando tenía 27 años. La temprana muerte de Ahmed I creó un dilema nunca antes experimentado por el Imperio otomano. Varios príncipes eran elegibles en ese momento para el Sultanato, y todos vivían en el Palacio de Topkapi. Una facción de la corte encabezada por Şeyhülislam Esad Efendi y Sofu Mehmed Pasha (que representó al gran visir cuando estaba fuera de Estambul) decidió entronizar a Mustafa en lugar de al hijo de Ahmed, Osman. Fue la primera vez que un sultán otomano fue sucedido por su hermano en lugar de su hijo. Se esperaba que el contacto social regular mejorara la salud mental de Mustafa, pero su comportamiento seguía siendo excéntrico. En 1618, después de un breve gobierno, otra facción del palacio lo depuso en favor de su joven sobrino Osmán II.

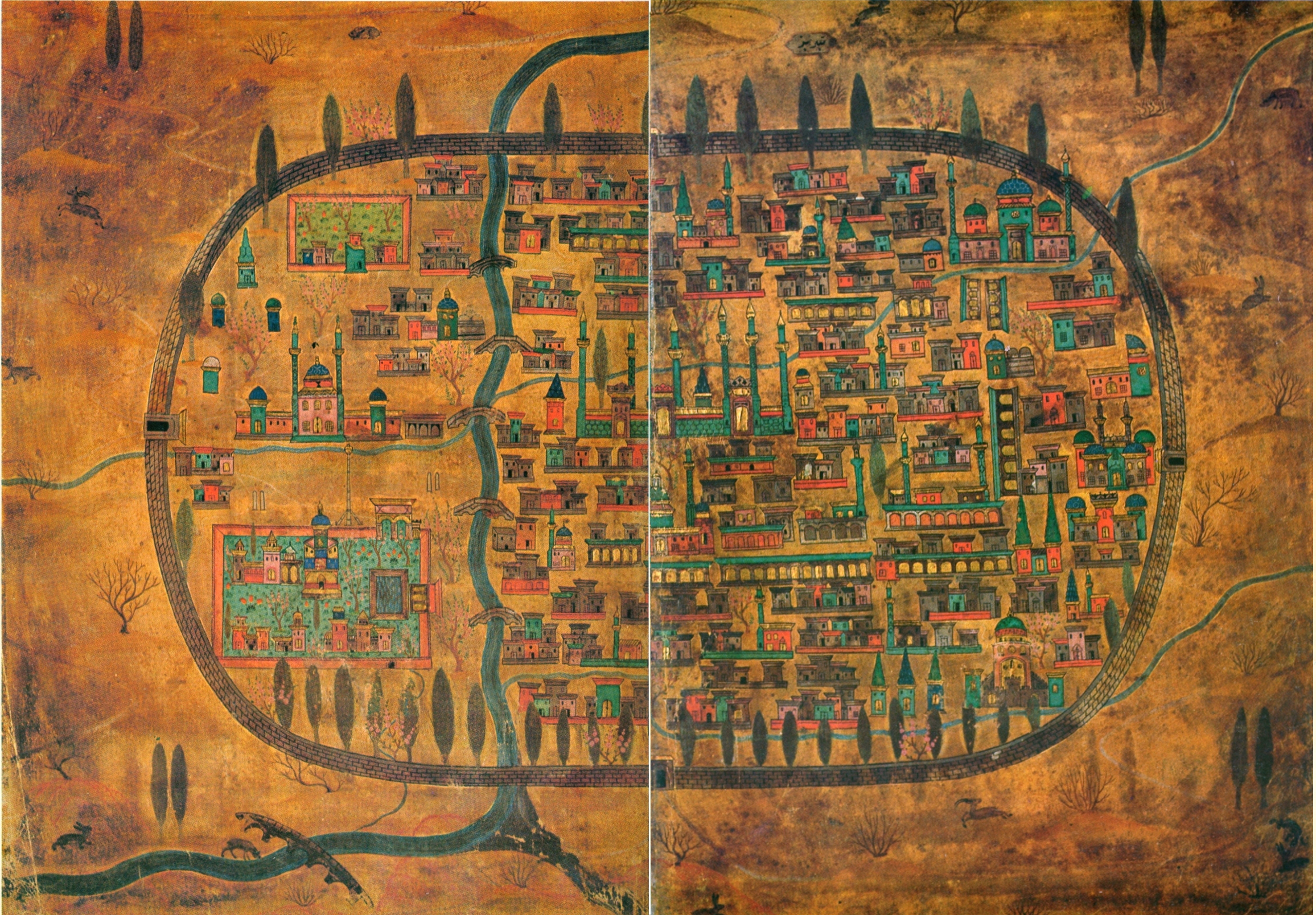
Un mapa de Tabriz del, esbozado por Matrakçı Nasuh (erudito otomano)

Osmán II designó a Öküz Mehmed Pasha una vez más para el frente oriental. Abbas se enteró de que el plan otomano era invadir a través de Azerbaiyán, tomar Tabriz y luego pasar a Ardabil y Qazvin, que podrían usar como moneda de cambio para intercambiar por otros territorios. El sha decidió tenderle una trampa. Permitiría que los otomanos ingresaran al país y luego los destruiría. Hizo evacuar a Tabriz de sus habitantes mientras esperaba en Ardabil con su ejército. En 1618, un ejército otomano de 100.000 personas liderado por el gran visir invadió y se apoderó fácilmente de Tabriz.. El visir envió un embajador al sha exigiendo que hiciera las paces y devolviera las tierras tomadas desde 1603. Abbas se negó y fingió que estaba listo para prender fuego a Ardabil y retirarse tierra adentro en lugar de enfrentarse al ejército otomano. Cuando el visir escuchó la noticia, decidió marchar sobre Ardabil de inmediato. Esto era justo lo que quería Abbas. Su ejército de 40.000 comandados por Qarachaqay Khan se escondía en una encrucijada en el camino y tendieron una emboscada al ejército otomano en la batalla de Sufiyan el 10 de septiembre de 1618, que terminó con una victoria completa para los iraníes. Los beylerbeys de Rumelia, Diyarbakır y Van estaban entre los miles que perdieron la vida.
El nuevo gran visir Damat Halil Pasha tomó el mando y continuó la invasión. Cuando el ejército otomano comenzó a amenazar a  Ardabil, los safávidas pidieron la paz.
Los términos del tratado eran similares a los del tratado de Nasuh Pasha con varias rectificaciones menores de la línea fronteriza. Además, el tributo anual del lado persa se redujo de 200 cargas a 100 cargas de seda.